# دارلینگ در فرنکس
دارلینگ در فرنکس (به انگلیسی: Darling in the Franxx) ⁪ (ژاپنی: ダーリン・イン・ザ・フランキス هپبورن: Dārin In Za Furankisu, که به صورت DARLING in the FRANXX هم نوشته می‌شود) مجموعه تلویزیونی انیمه عاشقانه هیولایی علمی-تخیلی محصول ۲۰۱۸ ژپن ساخته مشترک استودیوهای ای-۱ پیکچرز و تریگر و کلوورورکس است که در ژانویه ۲۰۱۸ شروع به پخش کرد. این مجموعه در ژوئیه ۲۰۱۷ در در پنل استودیو تریگر در انیمه اکسپو ۲۰۱۷ معرفی شد. یک مانگا اقتباس شده از انیمه توسط کنتارو یابوکی و یک مانگای کمیک استریپ چهار پنل در ژانویه ۲۰۱۸ همزمان با پخش مجموعه منتشر شدند.

## داستان
انیمه دارلینگ در فرنکس در آینده ای پسا آخرالزمانی روایت می‌شود که در آن بقایای تمدن بشری کمی باقی مانده‌است. بزرگسالان و کودکان در محیط‌های متضاد از یکدیگر زندگی می‌کنند. بزرگسالان در شهرهای پیشرفته زندگی می‌کنند و جاودانه هستند، اما تولید مثل و روابط بین آنها منسوخ و نامطلوب شده‌است. کودکان به‌طور مصنوعی تنها برای دفاع از بقایای تمدن خلق می‌شوند که به آنها انگل گفته می‌شود و فقط برای خلبانی فرنکس آموزش می‌بینند تا از بشریت دفاع کنند. خلبانی فرنکس‌ها به صورت جفت انجام می‌شود. کودکان در انزوا از جامعه بزرگسالان در محیط‌هایی با نام مستعار «قفس پرندگان» نگهداری می‌شوند.
در اوایل قرن بیست و یکم، پیشرفت تمدن بشری با اکتشافات در فناوری معدن شتاب گرفت و امکان استخراج انرژی ماگما فراهم شد. ماگما یک منبع انرژی جدید کم‌هزینه و فراگیر محسوب شد. سازمان APE نام سازمانی است که دانشمندان آن در این پیشرفت مشارکت داشته‌اند که اکتشافات آنها بر سیاست جهانی و اقتصاد جهانی تأثیر قابل توجهی گذاشته‌است. پس از کشف جاودانگی انسان، بشر تصمیم گرفت با وجود عوارض جانبی مثل تولید مثل، جاودانه شوند.
بشریت در معرض تهدیدات دائمی موجودات غول پیکر است. کودکان تحت نام انگل باید ربات‌های غول پیکر را به صورت جفت دختر و پسر خلبانی کنند. تیمی متشکل از ده انگل به جوخه آزمایشی ۱۳ مزرعه ۱۳ اختصاص داده می‌شود. یکی از آنها به اسم هیرو (کد: ۰۱۶)، یک کاندیدای خلبانی است که نمی‌تواند با شریک خود هماهنگ شود. پس از عدم موفقیت در هماهنگ‌کردن، هیرو از تیم خلبانی اخراج می‌شود ولی ناگهان با زیرو تو (کد: ۰۰۲) مواجه می‌شود. زیرو تو یک خلبان نخبه فرنکس با خون کلاکسوسور، شاخ‌های قرمز است که به عنوان «قاتل شریک» شهرت دارد و شایعه شده که شرکای زیرو تو پس از جفت شدن با او در بار سوم کشته می‌شوند.
بعد از اخراج شدن هیرو در حین مراسم فارغ‌التحصیلی، یک موجود غول پیکر حمله می‌کند مراسم مختل می‌شود و شریک زیرو دو در عملیات کشته می‌شود. زیرو تو که بدون شریک مانده به هیرو اجازه می‌دهد تا با او سوار شود و هیرو تبدیل به «دارلینگ» زیرو تو می‌شود و پس از مدت‌ها هیرو می‌تواند خلبانی کند که باعث تعجب همگان می‌شود.